# 圣伊尔德丰索堂 (波尔图)
圣伊尔德丰索堂（Igreja de Santo Ildefonso）是葡萄牙波圖的一座18世纪罗马天主教教堂，供奉托莱多主教圣伊尔德丰索（657-667）。靠近战斗广场（Praça da Batalha）。巴洛克风格。
这座教堂兴建于1709年，以取代年久失修的旧堂，1730年完成主体建筑，1739年完成双塔，工期长达30年。 